# Карлос Риолфо
Карлос Риолфо (на испански: Carlos Riolfo) е уругвайски футболист, полузащитник.

## Карлос
На клубно ниво Карлос Риолфо играе за Пенярол от Монтевидео, който 3 пъти става шампион на Уругвай, а също и за аржентинския Естудиантес в ранните години на професионализъм в аржентинския футбол. Последният му сезон в професионалния футбол е в италианския Палермо, но не се появява в мачовете от Серия А.
Риолфо, като част от състава на Уругвай, става световен шампион през 1930 г. Той е включен в отбора на „урусите“, но не се появява на терена.

## Отличия

### Отборни
Пенярол
- Примера дивисион де Уругвай: 1926, 1928, 1929

### Международни
Уругвай
- Световно първенство по футбол: 1930